# Surattha amselella
Surattha amselella là một loài bướm đêm trong họ Crambidae.